# Lars-Göran Halvarsson
Rolf Lars-Göran Halvarsson (Särna, 23 aprile 1961) è un ex sciatore alpino svedese.

## Biografia
Slalomista puro nato a Särna, località in seguito inclusa nel comune di Älvdalen, Halvarsson ottenne il primo successo internazionale agli Europei juniores di Achenkirch 1979, dove vinse la medaglia di bronzo; ottenne il primo risultato di rilievo in Coppa del Mondo il 10 marzo 1980 a Cortina d'Ampezzo, giungendo 10º, e in quella stessa stagione 1979-1980 in Coppa Europa si piazzò 3º nella graduatoria di specialità, mentre nella successiva seguente 1980-1981 vinse la classifica di slalom speciale.
Ai XIV Giochi olimpici invernali di Sarajevo 1984, suo esordio olimpico, si piazzò all'8º posto e nella stessa stagione 1983-1984 conquistò anche gli unici due podi di carriera in Coppa del Mondo, due terzi posti: il primo il 6 marzo a Vail, a pari merito con lo statunitense Phil Mahre alle spalle dell'austriaco Robert Zoller e del bulgaro Petăr Popangelov; il secondo il 18 marzo sul tracciato di casa di Åre nella gara vinta dall'austro-lussemburghese Marc Girardelli davanti all'austriaco Franz Gruber. Ai XV Giochi olimpici invernali di Calgary 1988, sua ultima presenza olimpica, non completò la prova; ottenne l'ultimo piazzamento in carriera il 15 gennaio 1989, chiudendo al 14º posto lo slalom speciale di Coppa del Mondo disputato a Kitzbühel. Non ottenne piazzamenti ai Campionati mondiali.

## Palmarès

### Europei juniores
- 1 medaglia[4][5]:
  - 1 bronzo (slalom speciale ad Achenkirch 1979)

### Coppa del Mondo
- Miglior piazzamento in classifica generale: 36º nel 1984
- 2 podi (entrambi in slalom speciale):
  - 2 terzi posti

### Coppa Europa
- Vincitore della classifica di slalom speciale nel 1981[5]

### Campionati svedesi
- 2 ori (slalom gigante nel 1980; slalom speciale nel 1984)[1]